# Eubouleus
Cet article possède un paronyme, voir Eubule.

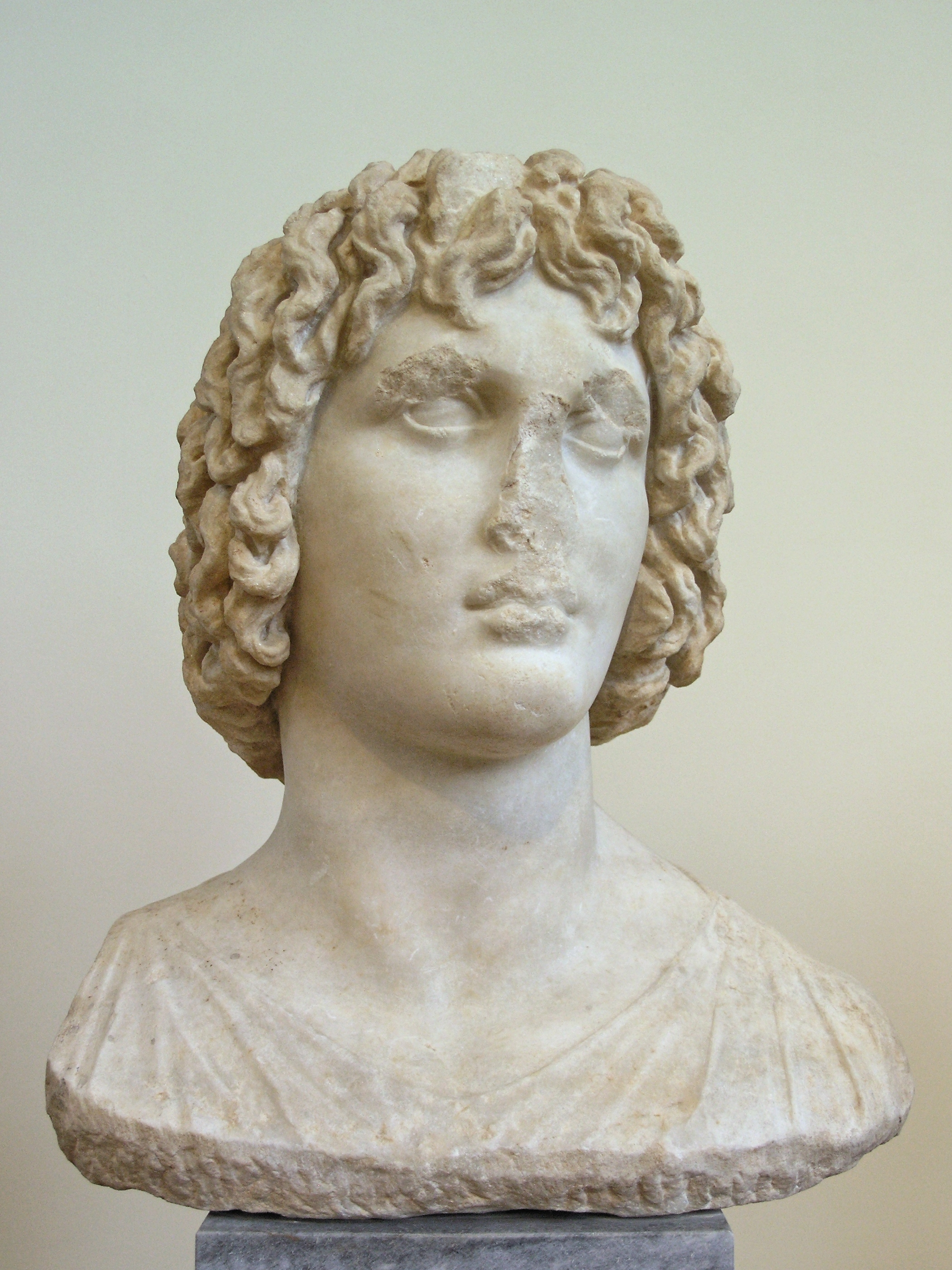
« Eubouleus », musée national archéologique d'Athènes (MA 181)

Dans la mythologie grecque, Eubouleus (en grec ancien Εὐβουλεὑς / Eubouleús, littéralement le « bon conseiller »), parfois francisé en Euboulée ou Eubule, est une figure du panthéon des mystères d'Éleusis.

## Mythe
Dans la tradition orphique, Eubouleus est le fils de Dysaules et le frère de Triptolème. Avec ce dernier, il conseille Déméter lorsqu'elle recherche sa fille Perséphone enlevée par Hadès.
Dans la tradition éleusinienne, Eubouleus est un porcher englouti par la terre en même temps que Perséphone lorsqu'elle est enlevée par Hadès. En son honneur, les Athéniens jettent des porcs vivants dans les « gouffres de Koré et de Déméter » lors de la fête des Thesmophories. Il joue un rôle important dans le culte d'Éleusis en tant qu'accompagnateur de Perséphone lors de son retour des Enfers. Une inscription sur un relief trouvé dans le sanctuaire d'Hadès à Éleusis l'associe avec deux divinités, Théos et Théa, formant ainsi une triade.
« Eubouleus » est aussi une épiclèse de plusieurs dieux : Zeus, Hadès ou encore Dionysos.